# A Double Life
A Double Life (bra: Fatalidade; prt: Abraço Mortal) é um filme estadunidense de 1947, do gênero drama noir, dirigido por George Cukor.

## Sinopse
Anthony John é um grande ator de teatro, obsessivo pelos personagens que interpreta a ponto de chegar a não conseguir mais distinguir o que é ficção e o que é realidade. Ele é separado da também atriz Brita, que apesar de amá-lo não suportou as mudanças de personalidade e os súbitos desaparecimentos do companheiro.
Quando o casal começa uma nova peça, Otelo de Shakespeare, Anthony logo começa a sentir ciúmes da ex-mulher, misturando seus sentimentos com os do protagonista que interpreta. A cena em que o mouro enlouquecido mata sua esposa Desdêmona (o papel de Brita) é a que causa maior sofrimento a Anthony, provocando-lhe delírios que quase o fazem perder o autocontrole e cometer o assassinato real. Mas ele ama Brita e consegue evitar o crime. Só que as coisas irão piorar quando conhece uma garçonete que se interessa por ele. A garota não sabe que Anthony representa um grande perigo para ela.

## Elenco
- Ronald Colman como Anthony John
- Signe Hasso como Brita
- Edmond O'Brien como Bill Friend
- Shelley Winters como Pat Kroll
- Ray Collins como Victor Donlan
- Philip Loeb como Max Lasker
- Millard Mitchell como Al Cooley
- Joe Sawyer como Pete Bonner
- Charles La Torre como Stellini
- Whit Bissell como Dr. Stauffer
- Franklyn Farnum como Convidado da festa (não-creditado)
- Elmo Lincoln como Detetive (não-creditado)
- Walter McGrail como Steve (não-creditado)[carece de fontes?]
- Jack Perrin como Extra (não-creditado)
- Hazel Keener como Mulher (não-creditada)[carece de fontes?]

## Principais prêmios e indicações
Oscar 1948 (EUA)
- Venceu nas categorias de melhor ator (Ronald Colman) e melhor trilha sonora (Miklós Rózsa).
- Indicado nas categorias de melhor diretor e melhor roteiro original.

Globo de Ouro 1948 (EUA)
- Venceu na categoria de melhor ator (Ronald Colman).